# Espalion
Espalion es una comuna francesa, situada en el departamento de Aveyron, en la región de Mediodía-Pirineos. Sus habitantes reciben el nombre (en francés) de los espalionnais.
El Pont-Vieux del siglo XIII sobre el río Lot se encuentra incluido como parte del lugar Patrimonio de la Humanidad llamado «Caminos de Santiago de Compostela en Francia» (Código 868-040), pues se encuentra en una de las rutas jacobeas por Francia, la Via Podiensis. 

## Enlaces externos

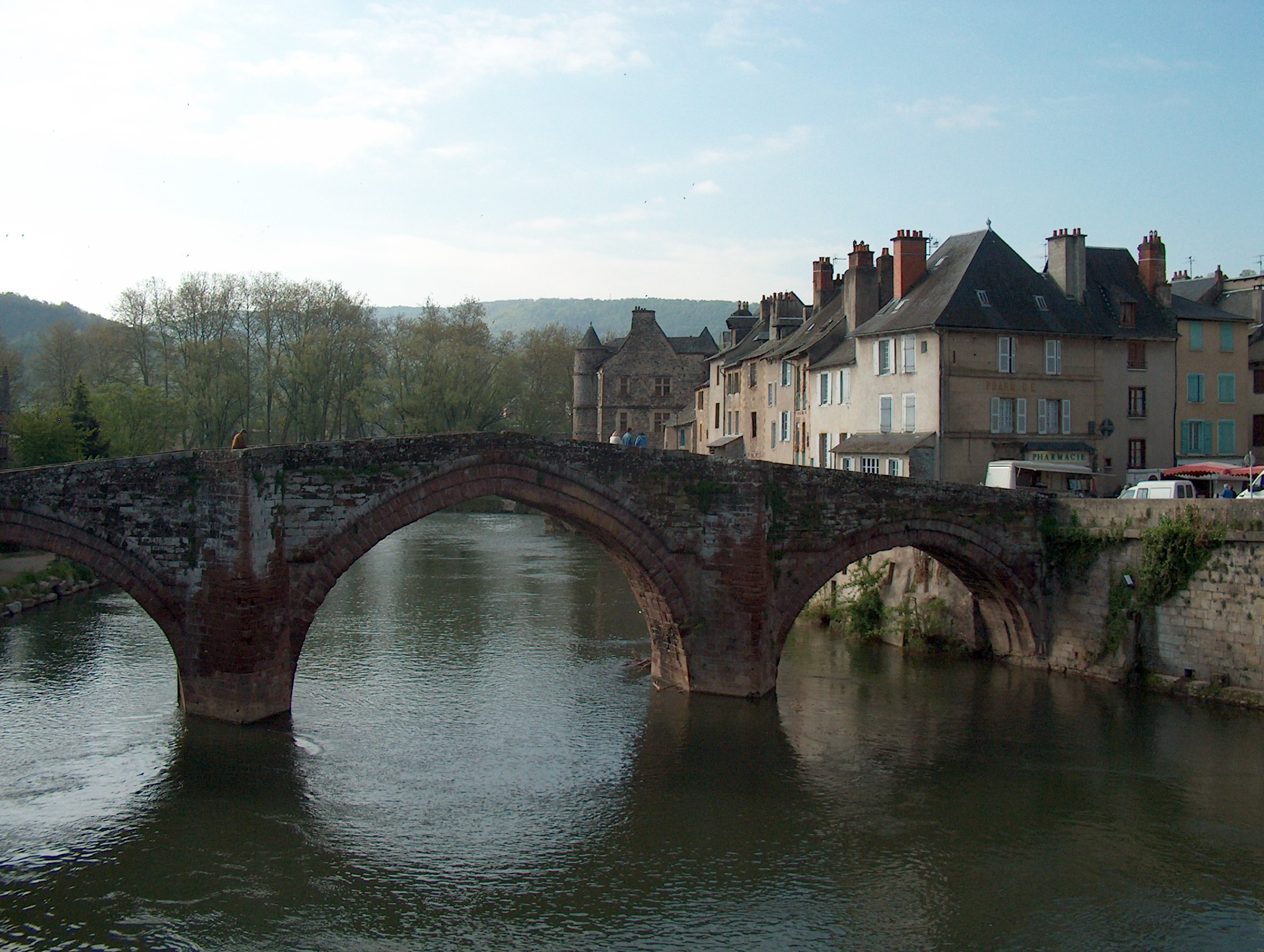
Espalion, el puente, vista sobre la orilla izquierda del Lot, un día de mercado.

## Demografía
| 3 529           | 3 881 | 4 422 | 4 733 | 4 614 | 4 360 | 4 457 |
| (Fuente: INSEE) |       |       |       |       |       |       |

## Hermanamientos
- Tauste, España